# ヒャルマル・エクダル
ヒュルマル・エクダル（Hjalmar Ekdal、1998年10月21日 - ）は、スウェーデン・ストックホルム出身のサッカー選手。FCフローニンゲン所属。ポジションはMF。
￥名前の発音は「ヤルマル・エークダール」が近い。
同じくスウェーデン代表としてプレーするアルビン・エクダルは実兄である。

## クラブ経歴
2017年にアメリカ合衆国のUNCウィルミントン・シーホークス高校へ留学し、2018年に母国スウェーデンのIKフレイに加入した。
2019年7月19日、ハンマルビーIFと2年契約を結んだ。しかし、ハンマルビーでは2シーズン続けてIKフレイとIKシリウス・フォトボルにレンタル移籍したため、ハンマルビーでのデビューは経験していない。
2021年1月4日、4年契約でユールゴーデンIFに移籍した。
2023年1月21日、ヴァンサン・コンパニ監督率いるバーンリーFCに移籍した。

## 代表経歴
2022年6月9日、UEFAネーションズリーグのセルビア代表戦にてスウェーデン代表デビューを果たした。